# Tori Spelling
Victoria Davey "Tori" Spelling (født 16. maj 1973) er en amerikansk skuespiller, som er bedst kendt for at være produceren Aaron Spellings datter og for sin rolle som Donna Martin i tv-serien Beverly Hills 90210.

## Biografi

### Opvækst
Spelling blev født den 16. maj 1973 i Los Angeles, Californien, USA som datter af produceren Aaron Spelling og Carole Gene "Candy Spelling" (pigenavn) Marer). Begge Spellings forældre er jøder, men gennem sin opvækst fejrede hun både jul og Hanukkah. Hendes bror, Randy Spelling er også skuespiller. 
Spelling gik på "Beverly Hills High School" i Beverly Hills, Californien, men hun dimitterede fra "Harvard-Westlake School".

### Karriere
Spelling har haft flere gæsteroller (mest i sin fars produktioner), som The Love Boat, T.J. Hooker, Hotel, Fantasy Island, Vega$ og Saved by the Bell, inden hun fik en fast rolle i serien Beverly Hills 90210, en serie hendes far co-producerede sammen med Darren Star.
Siden Beverly Hills 90210 har Spelling primært medvirket i selvstændige film som Trick og The House of Yes. Hun har også haft små roller i "big budget" film som Scream 2 og Scary Movie 2, og tv-shows, fx Smallville. 
Noget af det seneste Spelling har medvirket i er i 2 reality-shows. I 2006 var hun med VH1 kendis sitcommen So NoTORIous, som parodierer hendes offentlige image. I januar 2007, var Spelling og hendes anden mand, Dean McDermott tjekket ind på et bed & breakfast i Fallbrook, Californien. Dette blev grundlag for et nyt realityshow Tori & Dean: Inn Love, som havde premiere på Oxygen network 20. marts 2007 .
I maj 2008, blev det annonceret, at Spelling vil være med i den nye omgang af Beverly, ligesom sine tidligere medskuespillere Jennie Garth og Ian Ziering.
Ved siden af sin skuespillerkarriere, har Spelling også designet sin egen smykkekollektion på HSN.

### Privat
Den 3. juli 2004 giftede Spelling sig med Charlie Shanian. De blev separeret i december 2005 og blev lovligt skilt den 20. april 2006. En måned senere, giftede hun sig med sin nuværende mand, canadieren Dean McDermott, den 7. maj 2006, ved en privat, barfodet ceremoni i Wakaya, Fiji. De to mødtes til indspilningerne til tv-filmen Mind over Murder. McDermott var på det her tidspunkt gift med Mary Jo Eustace, hvem han lod sig skille fra for at gifte sig med Spelling. Eustace har siden skrevet en bog om oplevelserne, The Other Woman . McDermott og Eustace har 2 børn: Jack Montgomery (f. 10. oktober 1998) og en adopteret datter Lola (f. 17. juli 2005). På grund af deres skilsmisse har McDermott bedt om at få sit navn fjernet fra Lolas adoptionspapirer og derfor ikke have nogen relationer til hende.
Til en "MuchMusic Video Awards"-uddeling i Toronto den 18. juni 2006, blev Spelling spurgt, om det var bedre at være kæreste med en canadier og til det svarede hun: "...de er meget sødere og har dumme ekskoner, der der fortæller alt i deres bøger".
Efter hendes fars død den 23. juni 2006, deltog Spelling i slagsmålet om en del af farens formue på $300 mil. (1,5 mia. kr.). Formuen blev først delt lige mellem henholdsvis Spelling selv, hendes mor Candy og Spellings bror Randy. Men på dette tidspunkt var Spelling og hendes mor oppe og skændes og det endte med at Spelling kun fik $800.000. Hendes bror, Randy, fik også kun $800.000 selvom han ikke havde skændtes med deres mor.
Spelling fødte sit første barn, en søn Liam Aaron McDermott ("Aaron" efter sin afdøde far) tirsdag den 13. marts 2007 på "Cedars-Sinai"-hospitalet i Los Angeles ved kejsersnit. Ifølge Spellings mor, der var i rummet under fødslen, for at skabe en følelsesmæssig forbindelse til sit barnebarn, men det var ikke helt lykkedes. Det er senere blevet bekræftet, at Candy Spelling har oprettet en sikkerhedsfond på $10 mil. til sit første barnebarn. I januar 2008 blev det bekræftet at Spelling og McDermott venter deres andet barn til juni. Den 19. marts 2008 afslørede en kilde for Spelling, at de venter en lille pige.
Mandag aften den 9. juni 2008, fødte Spelling en datter, Stella Doreen McDermott, ved kejsersnit. Pigens mellemnavn er fra Deans farmor.
Den 10. oktober 2011, fødte Spelling sin anden datter, Hattie Margaret McDermott, og torsdag 30. august 2012 blev hendes fjerde barn, sønnen Finn Davey McDermott, født. 

### Trivia
- Hun har en lille rose tatoveret på sin venstre ankel.
- Hendes rigtige hårfarve er mørk.
- Hun har på et tidspunkt fået lavet en større brysttransplantation.
- Hun fik lavet en mindre næseoperation i 1994.
- Var den allerførste kendis, der studerede i "Yoga Booty Ballet" i Santa Monica, Californien.
- Hendes kælenavn, Tori, betyder "fugl" på japansk.
- Er 1.68 m høj.
- Hun bar et $50.000 Badgley Mischka diamantbesat diadem ved sit bryllup i juli 2004 med Charlie Shanian.
- Hun var blandt gæsterne ved Beverly Hills-kollegaerne Jason Priestleys bryllup med Naomi Lowde-Priestley og Tiffani-Amber Thiessens med Brady Smith.

## Filmografi

### Tv
| År        | Titel                | Rolle                            | Bemærkninger |
| --------- | -------------------- | -------------------------------- | --- |
| 1981      | Vega$                | Julie                            | Episoden: Seek and Destroy |
| 1983      | Matt Houston         | Nelli Brand                      | Episoden: Fear for Tomorrow |
| 1983      | Fantasy Island       | Christy Laurie Shannon           | Episoderne: God Child/Curtain Call Eternal Flame/A Date with Burt                                                               |
| 1983-1984 | The Love Boat        | Penny Sarah                      | Episoderne: Best Ex-Friends/All the Congressman's Women/Three Faces of Love Doc's Big Case/A Booming Romance/The Senior Sinners |
| 1983-1987 | Hotel                | Jody 'Jo' Payne Sara Lisa Walker | Episoderne: Barriers Cry Wolf Christmas                                                                                         |
| 1989      | Monsters             | ---                              | Episoden: The Match Game Dream for an Insomniac                                                                                 |
| 1990-2000 | Beverly Hills 90210  | Donna Martin                     | Tv-serie |
| 1990-1991 | Saved by the Bell    | Violet Anne Bickerstaff          | Episoderne: Check Your Mate The Glee Club House Party                                                                           |
| 1992      | Melrose Place        | Donna Martin                     | Episoderne: Friends & Lovers Pilot                                                                                              |
| 1994      | Burke's Law          | Mary McKenna                     | Episoden: Who Killed the Host at the Roast?                                                                                     |
| 1995      | Biker Mice from Mars | Romana Parmesana                 | Stemme Episoden: Hit the Road, Jack                                                                                             |
| 1996      | Malibu Shores        | Jill                             | Episoden: The Competitive Edge                                                                                                  |
| 2003      | So Downtown          | Liz                              | Ukendt antal episoder i serien                                                                                                  |
| 2004      | The Help             | Molly the Dog Walker             | 7 episoder i serien |
| 2004      | Less Than Perfect    | Roxanne Fiedler                  | Episoden: Claude's Roxanne |
| 2005      | American Dad!        | ---                              | Stemme Episode: Stan Knows Best                                                                                                 |
| 2007      | Smallville           | Linda Lake                       | Episoden: Hydro |
| 2008      | 90210                | Donna Martin Silver              | Episoden: Pilot |

### Film
| År   | Titel                                                | Rolle                  | Bemærkninger |
| ---- | ---------------------------------------------------- | ---------------------- | ------------ |
| 1983 | Shooting Stars                                       | Jenny O'Keefe          | Tv-film      |
| 1987 | The Three Kings                                      | ---                    | Tv-film      |
| 1989 | Troop Beverly Hills                                  | Jamie                  |              |
| 1994 | A Friend to Die For                                  | Stacy Lockwood         | Tv-film      |
| 1995 | Awake to Danger                                      | Aimee McAdams          | Tv-film      |
| 1996 | Deadly Pursuits                                      | Meredith               | Tv-film      |
| 1996 | Co-ed Call Girl                                      | Joanna                 | Tv-film      |
| 1996 | Mother, May I Sleep with Danger?                     | Laurel Lewisohn        | Tv-film      |
| 1997 | The House of Yes                                     | Lesly                  |              |
| 1997 | Alibi                                                | Marti Gerrard          | Tv-film      |
| 1997 | Scream 2                                             | 'Stab' Sidney/Sig selv |              |
| 1998 | Perpetrators of the Crime                            | Lucy                   |              |
| 1999 | Trick                                                | Katherine              |              |
| 2001 | Sol Goode                                            | Tammie                 |              |
| 2001 | Scary Movie 2                                        | Alex Monday            |              |
| 2002 | Way Downtown                                         | ---                    | Tv-film      |
| 2002 | Evil Alien Conquerors                                | Jan                    |              |
| 2002 | Naked Movie                                          | Iris Pytkin            |              |
| 2003 | A Carol Christmas                                    | Carol                  | Tv-film      |
| 2004 | 50 Ways to Leave Your Lover                          | Stephanie              |              |
| 2005 | Hush                                                 | Nina Hamilton          | Tv-film      |
| 2005 | Family Plan                                          | Charlie                | Tv-film      |
| 2005 | Family Guy Presents Stewie Griffin: The Untold Story | Donna Martin           | Stemme       |
| 2006 | Mind Over Murder                                     | Holly Winters          | Tv-film      |
| 2007 | Housesitter                                          | Elise                  | Tv-film      |
| 2007 | Cthulhu                                              | Susan                  |              |
| 2007 | Kiss the Bride                                       | Alex                   |              |

### Awards & nomineringer
Razzie Awards:
- 1998: Nomineret: "Worst New Star" for: The House of Yes Også for Scream 2

Satellite Awards:
- 2000: Nomineret: "Golden Satellite Award" – "Best Performance by an Actress in a Supporting Role, Comedy or Musical" for: Trick

Young Artist Awards:
- 1988: Nomineret: "Best Young Actress – Guest Starring in a Television Drama" for: Hotel For episoden Barriers
- 1991: Vandt: "Best Young Actress Guest Starring in a Television Series" for: Saved by the Bell
- Nomineret: "Best Young Actress Supporting or Re-Occurring Role for a TV Series" for: Beverly Hills, 90210
- 1992: Nomineret: "Best Young Actress Co-starring in a Television Series" for: Beverly Hills, 90210